# Sacri Monti
Sacri Monti (talijanski: Sveta brda) Pijemonta i Lombardije je skupina od devet kapela i drugih građevina u sjevernoj Italiji koje su podignute od konca 16. do 18. stoljeća. Posvećene su različitim oblicima kršćanstva i predstavljaju građevine velike ljepote, skladno uklopljene u krajolik šuma i jezera. Također imaju veliku umjetničku vrijednost oblika i dekoracija.
Sacri Monti Pijemonta i Lombardije su upisani na UNESCOv popis mjesta svjetske baštine u Europi 2003. godine.

## Odlike
Model Svetog brda je kršćanski simbolički kompleks na obronku brda ili planine sa serijom kapela ili kioska u kojima su prizori života Isusa Krista, Djevice Marije ili nekog sveca, u vidu skulpture ili slike. Ovaj koncept je nastao u 15. stoljeću u Italiji, odakle se tijekom 16. stoljeća proširio u ostatak Europe, pa i u Novi svijet.
One zapravo žele podsjetiti na Novi Jeruzalem i pružiti priliku hodočasnicima mogućnost da posjete mjesta Isusove muke u vrijeme kada nije bilo moguće otputovati u Svetu Zemlju. One se nalaze na uzvišenom mjestu, u prirodnom okolišu, obično blizu grada i na nekom hodočasničkom putu. Uspon na sveto brdo je proživljavanje križnog puta kojim se Isus popeo na Kalvariju (Put suza).

## Popis lokaliteta
- Bazilika na Sacro Monte di Varallo
- Rajska kapela, Sacro Monte di Crea
- Gaudenzio Ferrari, Put križa, polikromno drvo, Sacro Monte di Varallo
- 12. kapela Uzašašća, Sacro Monte di Varese

| Slika | Ime                                                       | Izgradnja               | Lokacija           | Pokrajina                         | Koordinate                                  | Bilješke |
| ----- | --------------------------------------------------------- | ----------------------- | ------------------ | --------------------------------- | ------------------------------------------- | --- |
|       | Sveto brdo Novog Jeruzalema (Sacro Monte di Varallo)      | 1486. – 1640.           | Varallo Sesia      | Vercelli (Pijemont)               | 45°29′27″N 9°09′06″E / 45.4907°N 9.1517°E   | Najstarije sveto brdo koje je osnovao fratar Bernardino Caimi na 600 m visokom stjenovitom obronku planine Tre Croci ("Tri križa") iznad rijeke Sesia, 450 m od grada Varalla (Pijemont). Sastoji se od bazilike i 45 kapela uklopljenih u velike komplekse kao što su: Izvorni grijeg, Nazaret, Betlehem, Pilatova kuća, Kalvarija, Svetište i Parelina kuća, koji su bogato ukrašeni freskama i ispunjeni s preko 800 obojanih skulptura prirodne veličine od terakote i drveta koji dramatično prikazuju život, pasiju, smrt i uskrsnuće Krista. Između građevina uz svetu cestu nalaze se i dva trga, svjetovni (Piazza dei Tribuni) i vjerski (Piazza del Tempio), u želji da dočara grad Jeruzalem. Urbani dojam ove Sacro Monte ga razlikuje od ostalih. |
|       | Sveto brdo uznesenja Djevice Marije (Sacro Monte di Crea) | 1589., obnovljeno 1820. | Serralunga di Crea | Vercelli (Pijemont)               | 45°03′15″N 8°09′40″E / 45.0541°N 8.1611°E   | Ovo sveto brdo uklopljeno u strmu stazu kroz pošumljeni park prirode započeto je 1589. godine oko već postojećeg Marjanskog svetišta koje je navodno osnovao Sveti Euzebije iz Vercellija oko 350. godine. U svetištu na obronku brda Basso Monferrato se još uvijek nalazi skulptura Gospe koju je sv. Euzebije postavio. Oko svetišta se nalaze kapele posvećene misteriju Krunice. |
|       | Sveto brdo sv. Franje (Sacro Monte di Orta)               | 1590. – 1788.           | Orta San Giulio    | Novara (Pijemont)                 | 45°28′31″N 8°14′38″E / 45.4752°N 8.2440°E   | Na obronku brda sv. Nikole (San Nicolao) koji gleda na zapadnu obalu jezera Orta 1583. godine podignut je kompleks posvećen sv. Franji Asiškom. Kapucinski fratar Cleto da Castalletto Ticino je projektirao 36 kapela od kojih je 20 izgrađeno; do 1630. u manirističkom, a od polovice 17. stoljeća u baroknom stilu. Ukrašene su skulpturama i slikama mnogih tada poznatih umjetnika i imaju veliku vrijednost, a okoliš je uređen u ornamentalnom stilu kako bi se uklopio s građevinama koje se dižu od jezera do vrha brda. |
|       | Sveto brdo Krunice (Sacro Monte di Varese)                | 1598. – 1698.           | Varese             | Verese (Lombardija)               | 45°29′24″N 8°30′00″E / 45.490°N 8.500°E     | Čini ga 14 kapela posvećenih misteriju krunice na srednjovjekovnom hodočasničkom putu. Njegova izgradnja je započela 1604., a 13 kapela je podignuto već do 1623., a sve je završeno 1698. godine. Poput krunice, Sveto brdo je podijeljeno na skupine po pet dijelova. Arhitektura kapela, slavoluka i fontana je različita i uglavnom inspirirana manirizmom. Kapele su bogato ukrašene slikama i skulpturama milanskog umjentičkog kruga 17. stoljeća. Danas je Sveto brdo povezano sa selom Santa Maria del Monte u dolini autobusnim linijama, ali i nedavno obnovljenom žičarom. |
|       | Sveto brdo Blažene Djevice (Sacro Monte di Oropa)         | 1617.                   | Oropa              | Biella (Pijemont)                 | 45°22′27″N 7°35′03″E / 45.3743°N 7.5841°E   | Kompleks svetog brda je započet 1617. godine uz već postojeće Svetište crne Gospe od Oropa, jednog od najstarijih u Pijemontu i najpoznatijih svetišta u području Alpa. Sastoji se od 12 kapela (i sedam obližnjih) koje su povezane božanskim putom, a koje su ukrašene prizorima iz života Djevice Marije. U posljednjoj kapeli, "Rajska kapela" na vrhu brda, barokna građevina braće Giovannija i antonija d'Enrica, ukrašena je prizorom "Krunidbe Djevice Marije" sa 156 obojanih figura. |
|       | Sveto brdo Blažene Djevice (Sacro Monte di Ossuccio)      | 1635. – 1710.           | Ossuccio           | Como (Lombardija)                 | 45°58′30″N 9°10′12″E / 45.975°N 9.170°E     | Vjerski kompleks na podalpskom lancu na visini oko 200 metara iznad jezera Como gleda na otok Isola Comacina, 25 km od grada Como. Okružen je maslinicima i šumama, te je dobro izoliran od ostalih građevina. Sastoji se od 14 kapela tipičnog baroknog stila povezanih putom koji vodi uzbrdo do svetišta La Beata Vergine del Soccorso iz 1532. godine. |
|       | Brdo Svetog Trojstva (Sacro Monte di Ghiffa)              | 1591.                   | Ghiffa             | Verbano-Cusio-Ossola (Lombardija) | 45°30′57″N 8°21′55″E / 45.515749°N 8.3654°E | Na mjestu svetišta Svetog Trojstva na obronku planine Cariago nalazio se maleni oratorij Svetog Trojstva. Kompleks skladnih građevina uklopljenih u krajolik gleda na pijemontsku stranu jezera Maggiore. Prva je nastala Kapela Blažene Djevice Marije 1647. godine od koje vosi Put križa iz 17. stoljeća na kojem se nalaze kapele ispunjene skulpturama i slikama koje, u duhu protureformacije, prikazuju temu Pasije. |
|       | Sveto brdo Kalvarije (Sacro Monte di Domodossola)         | 1657. – 1690.           | Domodossola        | Verbano-Cusio-Ossola (Lombardija) | 46°03′43″N 8°10′17″E / 46.0620°N 8.1713°E   | Kompleks na obronku brda Mattarella iznad Domodossola započeli su kapucinski fratri Gioacchino da Cassano i Andrea de Rho 1657. godine. Na njegovom vrhu je 1828. godine Antonio Rosmini, svećenik i filozof, osnovao Institut milosrđa Rosmininaca, Societas a charitate nuncupata. |
|       | Sveto brdo Krunice (Sacro Monte di Belmonte)              | 1712. – 1825.           | Valperga           | Torino (Lombardija)               | 45°13′12″N 7°22′31″E / 45.2200°N 7.3753°E   | Izgrađen je iznad sela Canavese na poticaj fratra Michelangela da Montiglija od 1712., te je nakon prekida nastavljena izgradnja od 1759. – 1825. godine. Sastoji se od crkve i nekoliko kapela anonimnog arhitekta koje su ukrašene obojanim skulpturama koje dočaravaju Pasiju. |

## Vanjske poveznice
- Sacri Monti Pijemonta i Lombardije, na sacrimonti.net (engl.) (tal.)